# Tobía
Tobía ist ein abgelegenes kleines Bergdorf und eine zur bevölkerungsarmen Region der Serranía Celtibérica gehörende Gemeinde (municipio) mit 45 Einwohnern (Stand: 2024) im Südwesten der Autonomen Gemeinschaft La Rioja in Spanien. 

## Lage
Die Gemeinde Tobía liegt nahe der Grenze zur Provinz Burgos in einer Höhe von etwa 670 m im wald- und wasserreichen Naturpark Sierra de la Demanda. Die Entfernung zur Provinzhauptstadt Logroño beträgt ca. 40 km Fahrtstrecke ostnordöstlich. Das Klima ist gemäßigt bis warm; Regen (ca. 935 mm/Jahr) fällt überwiegend im Winterhalbjahr.

## Bevölkerungsentwicklung
| Jahr      | 1970 | 1981 | 1991 | 2001 | 2011 | 2021 |
| Einwohner | 117  | 69   | 70   | 71   | 65   | 48   |

Infolge der Mechanisierung der Landwirtschaft, der Aufgabe bäuerlicher Kleinbetriebe und des daraus resultierenden geringeren Arbeitskräftebedarfs ist die Zahl der Einwohner seit Beginn des 20. Jahrhunderts stark zurückgegangen.

## Sehenswürdigkeiten
- Kirche Mariä Engeln